# Todos Santos Cuchumatán
Todos Santos Cuchumatán est une ville du Guatemala dans le département de Huehuetenango.
Située dans l'ouest du pays, à une altitude de 1500 mètres, elle n'est accessible commodément que par une route (revêtement fait en 2012) après avoir passé un col à 2400 mètres. L'exutoire de la vallée vers le N-O, le rio Ocho (qui se jette au Mexique dans les lagunes de Montebello) n'est pas accessible en voiture.
Les habitants, isolés, majoritairement de l'ethnie Mam (issue des mayas), ont gardé leurs traditions et leurs habits ancestraux. C'est particulièrement frappant car les hommes portent des habits originaux, ce qui n'est dorénavant pas le cas dans la majorité du pays.
Pour les fêtes de la Toussaint, des "courses de chevaux" ont lieu, prétextes à des démonstrations de valeur et d'aisance financière de la part des hommes. Le but est de régaler ses convives pendant la nuit puis de courir le, lendemain sur une assez faible distance (environ 500 mètres Aller-Retour) sur un cheval loué pour la circonstance. Les costumes portés pour la circonstance sont richement ornés afin d'impressionner leur entourage. C'est souvent l'aboutissement d'années de privation pour les moins fortunés.
Malgré la fatigue et un certain degré d'alcoolémie, les cavaliers font assaut de "bravoure", la plupart n'étant pas naturellement habitués à la monte.
Des accidents ont lieu fréquemment, augmentant le prestige de cette manifestation. Un mort est même vénéré comme particulièrement bon présage pour l'année.
La municipalité, dans le but de limiter les risques a interdit récemment la vente d'alcools forts.